# Vodafone Україна
«Vodafone» (укр. Водафо́н) — торгова марка, під якою з 17 жовтня 2015 року оператор мобільного зв'язку ПрАТ «ВФ Україна» надає послуги у стандартах GSM (EDGE), UMTS (HSPA+) та LTE. Другий за величиною мобільний оператор в Україні. До листопада 2019 належав російській компанії МТС, яка продала компанію Bakcell (NEQSOL Holding, Азербайджан).
Оператор двічі проводив ребрендинг. З 11 листопада 1992 до 8 липня 2007 року послуги надавалися під брендом UMC, з 9 липня 2007 до 15 жовтня 2015 року — МТС Україна, від 16 жовтня 2015 року — Vodafone Україна. UMC був першим оператором мобільного зв'язку на території України, заснований у 1992 році. 2003 року весь пакет акцій викупила російська компанія «Мобільні ТелеСистеми» (МТС), найбільший оператор в Росії і країнах СНД. 16 жовтня 2015 року «МТС Україна» оголосила про зміну бренду на Vodafone Україна. 25 листопада 2019 року телеком-корпорація Мобільні ТелеСистеми оголосила про продаж свого бізнесу в Україні азербайджанській корпорації NEQSOL Holding; угоду було закрито 3 грудня 2019 року, після того як її схвалив Антимонопольний комітет України.
«Vodafone Україна» є другим за величиною оператором мобільного зв'язку в Україні. Кількість абонентів на кінець 2019 року становила 19,7 млн клієнтів. Vodafone належить п'ять мережевих кодів: 50, 66, 75, 95 і 99. Чистий прибуток ПрАТ «ВФ Україна» у 2019 році становив 2,5 млрд грн.

## Історія компанії

### UMC
Компанія UMC (Ukrainian Mobile Communications — Український мобільний зв'язок) була створена 11 листопада 1992 року як спільне підприємство 4-ох компаній: ВАТ «Укртелеком» (Україна, 51 % акцій), TDC Tele Danmark (Данія, 16,3 %), Royal KPN N.V. (Нідерланди, 16,3 %), Deutsche Telekom (Німеччина, 16,3 %).
Наприкінці 1992 року новостворений мобільний оператор здійснює поставку до України першого комутатора і шість базових станцій виробництва Nokia (Фінляндія) для розгортання мережі першого покоління стандарту NMT-450i (аналоговий зв'язок 1G) у Києві. 1 липня 1993 року перший дзвінок здійснює перший Президент України Леонід Кравчук — телефонує Послу України в Німеччині Івану Піскову. За рік послуги мобільного зв'язку стають доступними у Харкові, Одесі, Львові, Дніпропетровську, Сімферополі та Севастополі. У 1995-му мобільним зв'язком охоплено вже дванадцять обласних центрів країни, кількість абонентів UMC досягає 14 тис. осіб. У 1996 році компанія покриває мережею NMT усі обласні центри України. Загалом на кінець року послуги UMC стають доступними у 93 містах і на 4 тис. км основних автомагістралей. Мережа стандарту NMT охоплює територію, на якій проживає 42 % населення України (більше 20 млн осіб). Загальна кількість абонентів — 30 тис.
1 вересня 1997 року — UMC вперше в Україні вводить автоматичний роумінг з Росією у стандарті NMT-450, уклавши відповідну угоду з оператором «Московская сотовая связь», і Швейцарією у стандарті GSM-900 через компанію Swisscom. У вересні 1997 UMC запускає мережу стандарту GSM-900, що належить уже до першого цифрового покоління 2G, в Києві. У грудні нова мережа стартує в Одесі.

Логотип UMC (11 листопада 1992—8 липня 2007)

У березні 1999 року одразу в десяти містах України починаються продажі передплаченої послуги під торговою маркою SIM-SIM від UMC. На кінець року SIM-SIM приносить UMC 58 тис. нових абонентів. Влітку UMC виходить у всесвітню павутину Інтернет. Компанія пропонує інформацію про себе відразу на двох сайтах: корпоративному www.umc.com.ua і сайті передплачених послуг мобільного зв'язку www.sim-sim.com [Архівовано 2 квітня 2022 у Wayback Machine.]. У грудні 1999 UMC починає надавати послуги мобільного зв'язку в київському метрополітені. Компанія розгортає мережу на двох станціях пересадки: Хрещатик і Майдан Незалежності. UMC продовжує розвиток регіональної мережі мобільного зв'язку, охопивши 200 населених пунктів і 7,5 тис. км автотрас. До кінця року в країні налічується близько 300 тис. мобільних абонентів, з яких 186 тис. обслуговує UMC.

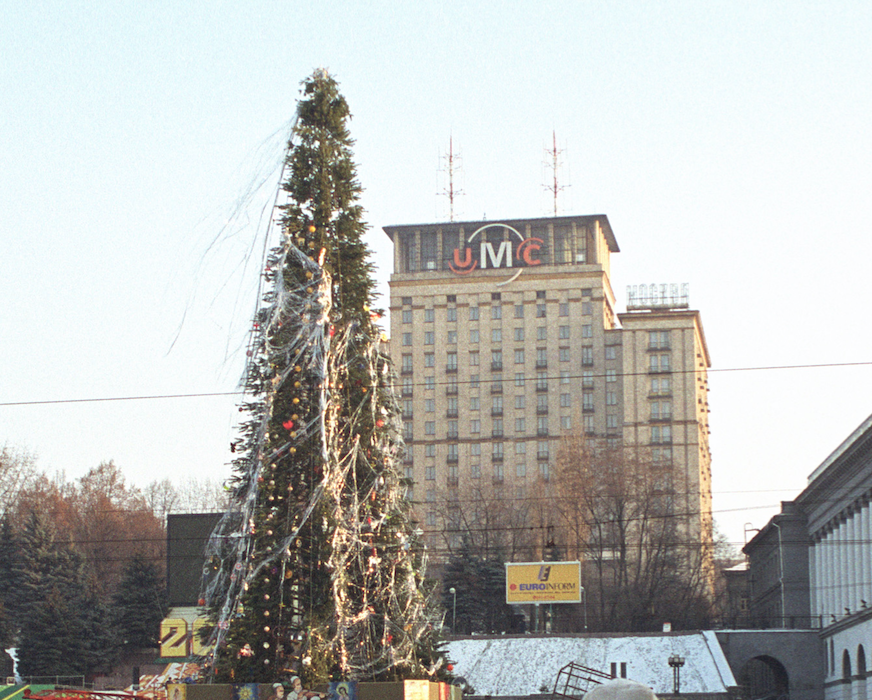
Логотип UMC на вершині готелю «Україна» (січень 2001)

У липні 2000 року абоненти UMC отримали доступ до Інтернету з мобільних телефонів завдяки комерційному запуску WAP-послуг для контрактних абонентів. Перший набір WAP-сервера достатньо простий — новини, анекдоти, гороскоп, погода, курси валют. У 2001-му UMC поклала початок нової мережі у стандарті GSM-1800. Число абонентів UMC перевищує 500 000 осіб, компанія входить у Новий рік з рекордним числом абонентів — 1 000 000 осіб.
2002 року оператор починає надавати послугу доступу до Інтернету з використанням технології GPRS.
Навесні 2003 року компанія «Мобільні ТелеСистеми» (МТС), найбільший оператор в Росії і країнах СНД, стає власником 57,7 % акцій UMC і оголошує про намір викупити ті акції UMC, що залишилися. 25 липня 2003 року — збори учасників UMC схвалюють передачу 16,3 % акцій, що належать данській компанії TDC, компанії МТС. Таким чином, компанія «Мобильные ТелеСистемы» стає 100 % власником UMC. На український ринок мобільного зв'язку виходить перший віртуальний оператор JEANS. Головною перевагою тарифів JEANS є відсутність плати за вхідні дзвінки, що стало прикладом для інших операторів і відповідало вимогам закону України «Про захист прав споживачів». За три місяці кількість абонентів оператора JEANS перевищує відмітку 200 тис.
У квітні 2004 року в Сімферополі відкривається комутаційний центр Alcatel на 300 тис. номерів. Кількість абонентів UMC перевищує 4 млн осіб, 1 млн з них — абоненти JEANS, у листопаді кількість абонентів мобільного зв'язку в країні перевищує число абонентів стаціонарної мережі, більшість з них — 6 млн — абоненти UMC, у грудні — 7 млн осіб, з них 1 млн на контрактній основі, у березні кількість абонентів UMC перевищила 8 мільйонів осіб. Квітень 2005 року — у зв'язку з активним зростанням абонентської бази компанія розширює мережу колл-центрів, що надають інформаційну підтримку більш ніж 8 млн абонентів.
12 липня UMC відкриває комерційну експлуатацію послуги міжнародного роумінгу з 300-м роумінг-партнером, оператором Qatar Telecom (Qtel), Катар, GSM 900/1800. 15 липня 2005 року UMC оголошує про 10 мільйонів абонентів. База контрактних абонентів компанії складає 1 144 922 особи, база абонентів послуги передплаченого зв'язку SIM-SIM — 4 377 435 чол. Кількість абонентів віртуального оператора JEANS в Україні — 4 480 301 чол. 15 жовтня 2005 року — два найбільші оператори мобільного зв'язку України — компанії UMC і «Київстар» ввели послугу обміну MMS-повідомленнями між своїми абонентами. Абоненти дістали можливість безперешкодно пересилати один одному картинки і звукові вітання. За останній місяць року UMC підключає більше 1 425 000 абонентів, що є рекордом для українського ринку. Червень 2006 року — UMC першою серед мобільних операторів в Україні вводить в комерційну експлуатацію сервіс Wi-Fi.
Березень 2007 року — компанія приєднується до мережі Глобального Договору ООН, який визначає принципи корпоративної соціальної відповідальності. 15 лютого — вихід на ринок віртуального оператора Ecotel. За два тижні після появи до нього підключилися близько 27 тис. абонентів. Липень — починається технічне тестування першої в Україні мережі високошвидкісного бездротового Інтернету на базі технології CDMA.

### МТС

Логотип МТС (9 липня 2007—15 жовтня 2015)

9 липня 2007 року — оператор мобільного зв'язку UMC, 100 %-ва дочірня компанія ВАТ «МТС», офіційно оголошує про перехід на новий бренд — МТС. Стартує масштабна рекламна кампанія, що підтримує запуск бренду. Комерційний запуск мережі бездротового широкосмугового 3G-доступу в Інтернет на базі технології CDMA-450 REV A відбувся у жовтні у Києві і містах-супутниках. До кінця року Інтернетом 3G покрито сім міст: Київ, Харків, Донецьк, Дніпропетровськ, Запоріжжя, Львів і Одеса. Абоненти JEANS і МТС об'єднуються в найбільшу мережу в Україні. Відтепер абоненти молодіжного оператора JEANS можуть дзвонити на найбільшу об'єднану мережу за єдиним внутрішньомережевим тарифом. Кількість абонентів у мережі МТС склала 19,94 млн чол. Відбувається певний відтік абонентів через зміну бренду оператора.
У лютому 2008 року «МТС Україна» впровадила технологію EDGE на всій території України.
Травень 2010 року — кількість абонентів у мережі МТС склала 17,44 млн чол. Грудень 2013 року — кількість абонентів у мережі МТС склала 22,7 млн чол. 2014 рік — компанія «МТС Україна» через російське походження її власників стала одним із об'єктів кампанії «Не купуй російське!» — руху з бойкоту російських товарів. Жовтень 2014 року — ЗМІ з посиланням на джерела у компанії повідомили, що «МТС Україна» шукає покупця на частину акцій компанії. Серед причин: пошук співінвестора у розбудові мережі 3G та у зв'язку з високими ризиками, яким піддається російський бізнес в Україні.
23 лютого 2015 — компанія «МТС Україна» придбала ліцензію на зв'язок у стандарті UMTS, заплативши за це 2,715 млрд грн. Компанія зобов'язується протягом 18 місяців після проведення конкурсу запустити зв'язок третього покоління на території всіх обласних центрів України, а протягом 6 років — на території всіх районних центрів і всіх населених пунктів з населенням понад 10 тисяч осіб 27 лютого номінальним власником МТС-Україна стала нідерландська компанія Preludium BV, при цьому кінцевим бенефіціаром залишається група МТС.

### Vodafone
16 жовтня 2015 року — МТС-Україна оголосила про договір з британським телеком-оператором Vodafone. Компанії запустили в Україні спектр сервісів, включаючи послугу мобільного інтернет-доступу на основі 3G-технології. Повний перехід на бренд Vodafone (на умовах франчайзингу) здійснено у листопаді 2018 року.
З 1 січня 2016 року новим CEO компанії стала Ольга Устинова.
23 травня 2017 року юридична назва компанії ПрАТ «МТС Україна» змінилася на ПрАТ «ВФ Україна».
Від початку російської окупації Донбасу «МТС-Vodafone» став єдиним оператором, якого не «націоналізували» російські терористи.

#### 2018
11 січня 2018 року компанія припинила надання послуг в Донецькій та Луганській областях на непідконтрольній уряду України території, стверджуючи що на цій території пошкоджена оптично-волоконна лінія.
19 січня 2018 року компанія частково відновлює надання послуг зв'язку на непідконтрольній території, а саме: в Луганській області. В Донецькій області люди залишаються без зв'язку. Та попри відновлення зв'язку в Луганській області, у людей виникають проблеми з вхідними дзвінками та вихідними за межі країни.
31 січня 2018 року оператор отримав ліцензію на 4G LTE у діапазоні 2600 МГц. Наступний (на частоти в діапазоні 1800 МГц) запланований на 6 березня 2018 року.
6 березня 2018 року українська філія російського оператора Vodafone отримала ліцензії на 1800 МГц.
30 березня 2018 року Lifecell і Vodafone запустили зв'язок 4G на частоті 2600 МГц у близько 20 міст України, зокрема: в Києві, Дніпрі, Харкові, Запоріжжі, Львові, Полтаві, Сумах, Івано-Франківську, Чернівцях, Одесі та Херсоні.
У квітні 2018 року Vodafone оновлює український бренд, разом з іншими операторами починає використання 4G.
З 29 червня 2018 року було припинено роботу мережі CDMA та надання послуг на базі цієї технології.
1 липня 2018 року Vodafone запустив 4G покриття на частоті 1800 МГц у близько 50 населених пунктах в 10 областях України.
22 серпня 2018 року Vodafone запускає лінійку послуг на базі технології Mobile ID. За допомогою послуг Mobile ID бізнес-клієнти Vodafone змогли отримати віддалений доступ до корпоративних інформаційних ресурсів і підписувати документи в системах електронного документообігу 22 грудня 2018 року послуга стала доступна для клієнтів передплаченого зв'язку.
У листопаді 2018 року Vodafone Україна завершила перехід на роботу під брендом Vodafone. Зокрема, закрито останні архівні тарифи МТС — тарифи контрактної форми підключення.
У грудні 2018 року Vodafone Group і Vodafone Україна підписали договір про використання глобальної IoT-платформи Vodafone в Україні. Це дозволить оператору запропонувати своїм клієнтам найкращі світові рішення інтернету речей на базі глобальної IoT-платформи Vodafone.

#### 2019
З 1 лютого 2019 року припинено надання послуги MMS. Для відправки мультимедійних повідомлень оператор рекомендує використовувати месенджери Viber, WhatsApp, Telegram та інші. Центральний офіс знаходиться у Києві на вулиці Лейпцизькій, буд. 15.
25 листопада 2019 року російська МТС анонсувала продаж «Vodafone Україна» азербайджанській корпорації NEQSOL Holding (за посередництва ТОВ Bakcell, яка входить до складу NEQSOL Holding); сума договору склала $734 млн; угоду було закрито 3 грудня 2019 року, після того як у жовтні 2019 року її схвалив Антимонопольний комітет України.

#### 2020
У березні 2020 року «Vodafone Україна» та група Vodafone домовились про подальшу співпрацю. У рамках нової угоди українська компанія продовжить роботу під брендом Vodafone протягом наступних п'яти років. Нове стратегічне партнерство надає «Vodafone Україна» доступ до міжнародної експертизи Vodafone в таких сферах, як ІТ-трансформація, інтернет речей і послуги на базі 5G. У рамках співпраці також планується запуск національного покриття 4G.

#### 2023
В червні 2023 року було запущено фіксований інтернет Vodafone GigabitNet у Києві, Львові, Одесі та Дніпрі, мережу побудовано за технологією GPON, що забезпечує швидкість до 1 Гбіт/с.
23 серпня 2023 року, «Vodafone Україна» оголосив про придбання інтернет-провайдера Фрінет, що працював у Києві, Дніпропетровській, Житомирській, Запорізькій, Івано-Франківській, Львівській, Київській, Рівненській, Хмельницькій та Чернігівській областях.

#### 2024
У серпні оператор запровадив у роботу код 75 (+380 75),.

## Статистика
Дохід компанії в 2019 році збільшився в порівнянні з 2018 роком на 25 % і склав 15,9 млрд грн. Показник OIBDA збільшився на 21 % в річному численні і досяг 8,3 млрд грн. Маржа OIBDA збільшилась на 10,2 %, порівняно з 2017 роком, — до 53,8 %. Чистий прибуток компанії у 2019 році збільшився на 45 % і склав 2,5 млрд грн.
Основною причиною збільшення доходів Vodafone стало збільшення числа користувачів data-тарифів і зростання споживання послуг передачі даних — в середньому за результатами року дата-клієнт Vodafone використовував 4,2 ГБ трафіку на місяць. В результаті дата-доходи компанії збільшилися на 52 %. Завдяки розширенню мереж 3G і запуску 4G, 86 % жителів України можуть скористатися мережею третього покоління та 71 % українців отримали доступ до послуг 4G. Інвестиції компанії в розвиток інфраструктури з моменту початку будівництва мереж швидкісного мобільного інтернету склали 25,4 млрд грн.
Кількість абонентів зменшилася і склала 19,7 млн осіб (20,8 млн у 2017 році). 2019 року абонентська база склала 19,7 млн. Середній щомісячний дохід на 1 абонента (ARPU) є найменшим на ринку і склав 62,6 грн. (55,7 грн. у 2018 році).
Кількість смартфонів у в мережі Vodafone Україна станом кінець 2019 року склала 62 %. Топ брендів 4G смартфонів в мережі виглядає наступним чином: Apple (32 %), Xiaomi (20 %), Meizu (14 %), Samsung (11 %), Lenovo (9 %). В середньому за місяць абоненти Vodafone Україна споживають близько 19 петабайтів даних: 45 % припадає на перегляд та трансляцію відео, 23 % на соціальні мережі, 10 % на завантаження додатків, 9 % на вебсерфінг, 5 % на ігри, 12 % на інші сервіси (месенджери, музика тощо).
Дохід за 2020 рік склав 18 млрд грн. Прибуток — 1,2 млрд грн. OIBDA — 9,8 млрд грн. Маржа OIBDA — 54,2 %. Кількість клієнтів за 2020 рік — 19 млн осіб. Капітальні інвестиції — 3,8 млрд грн.
Дохід за 2021 рік склав 20,145 млрд грн. Прибуток — 3,832 млрд грн. OIBDA — 10,95 млрд грн. Маржа OIBDA — 54,4 %. Кількість клієнтів за 2021 рік — 19 млн осіб. Капітальні інвестиції — 3,5 млрд грн.
Дохід за 2022 рік склав 19,824 млрд. грн. Прибуток — 1,1 млрд грн. OIBDA — 11,277 млрд грн. Маржа OIBDA — 56,9 %. Кількість клієнтів за 2022 рік — 15,4 млн осіб. Капітальні інвестиції — 3,588 млрд грн.
Дохід за І півріччя 2023 року склав 10,4 млрд. грн, що на 5 % більше у порівнянні з аналогічним періодом минулого року. Показник OIBDA за перші шість місяців 2023 року склав 5,9 млрд грн, +3 % в порівнянні з минулорічними показниками за аналогічний період. Показник маржа OIBDA залишається стабільним — на рівні 57 %, зменшення становить 1 п.п. Чистий прибуток Vodafone у І півріччі 2023 року склав майже 2,3 млрд грн. Збільшення показника на 242 % порівнянні з аналогічним періодом минулого року обумовлено зменшенням збитків від курсових різниць внаслідок валютної політики НБУ в умовах воєнного стану (з 21 липня 2022 року НБУ зафіксовано обмінний курс долару США до гривні).

## Номерна ємність
Оператор Vodafone Україна має 5 мережевих кодів — 50, 66, 95, 99, 75.
Історично першим було введено код 50, усі контрактні абоненти й абоненти Sim-Sim мали такий код. Коди 66 і 99 спочатку було виділено абонентам Jeans. Для розширення кількості доступних номерів бренду Sim-Sim було використано код 95. Згодом частину номерів коду 99 було виділено абонентам віртуального бренду Ecotel.
Через вичерпання ємностей окремих кодів, за можливості переходу абонентів із бренду Jeans у бренд «MTC Передплата», а також через доступний перехід абонентів «МТС Передплата» на контрактну форму обслуговування, однозначно ідентифікувати тип абонента МТС тільки з мережевого коду вже не є можливим.

## Частотний спектр
| Стандарт        | Діапазон           | Частота, МГц   | Частота, МГц |
| Стандарт        | Діапазон           | Downlink (MHz) | Uplink (MHz) |
| --------------- | ------------------ | -------------- | ------------ |
| UMTS-HSPA+, LTE | 2100 МГц (Band 1)  | 1940–1960      | 2130–2150    |
| LTE             | 900 МГц (Band 8).  | 900–905        | 945–950      |
| LTE             | 1800 МГц (Band 3)  | 1750-1770      | 1845-1865    |
| LTE             | 1800 МГц (Band 3)  | 1780-1785      | 1875-1880    |
| LTE             | 2600 МГц (Band 7)  | 2510-2520      | 2630-2640    |
| LTE             | 2600 МГц (Band 38) | 2675-2610      |              |

## Здобутки
У 1-2 кв. 2024 року Vodafone став лідером за швидкістю мобільного інтернету в Україні. Відповідно Vodafone присуджено Ookla's Speedtest Awards. Щоб визначити переможця, світовим лідером з тестування та аналізу швидкості інтернету Ookla було проаналізовано 2661108 користувацьких тестів Speedtest. Результати аналізу Ookla підтвердили, що Vodafone забезпечив найвищу загальну швидкість мобільного інтернету в Україні із Speed Score у 31.79 балів.

## Збої в роботі
21 червня 2023 року, ввечері, в Україні стався масштабний збій у роботі мобільного оператора Vodafone. Користувачі скаржилися на те, що у них раптово зникла мережа.

## Vodafone та судові процеси

### Справа стосовно «Збереження номера»
Навесні 2014 року Vodafone шляхом судового позову фактично заблокував запровадження збереження номера при зміні оператора (MNP) в Україні. На думку фахівців компанії запропонований варіант запровадження послуги не відповідав чинним нормативним актам у галузі телекомунікацій.
У січні 2024 року Lifecell подав до Господарського суду Києва позов на Vodafone через послугу «Збереження номера», заявивши, що вона суперечить законодавству і не дозволяє абонентам Vodafone перейти до іншого оператора зі збереженням номера.